# Danielle Souza
Danielle Aparecida Souza Bonfim (Lages, 2 de janeiro de 1981) é uma modelo, empresária e youtuber brasileira. Ela ficou famosa por seu trabalho no programa Pânico na TV, onde fazia a personagem Mulher Samambaia.

## Biografia
Danielle cresceu em uma família humilde em Lages, Santa Catarina, e após a separação de seus pais, foi criada pela mãe. Após uma infância de dificuldades financeiras, começou a trabalhar aos quatorze anos em uma padaria, mantendo o emprego até os vinte anos, quando foi descoberta por um olheiro e começou sua carreira de modelo. Morou em Balneário Camboriú até 2003, quando deixou de ser vendedora em uma loja de roupas e foi para São Paulo.
Danielle venceu o Concurso Felinas no mesmo ano e conheceu o diretor do Pânico na TV, programa humorístico que estrearia em poucos meses. O diretor estava em busca de uma modelo para adornar o cenário e convidou-a para gravar o episódio piloto. Aprovada na seleção, o apresentador Emílio Surita sugeriu a criação da personagem Mulher Samambaia para ela, uma paródia de assistentes de palco "gostosas e mudas". Inicialmente como dançarina, a personagem gradualmente ganhou destaque, participando mais ativamente nas interações com convidados, em diversos quadros e reportagens. Ainda em 2003, já conhecida como Mulher Samambaia, estampou a capa de novembro de 2003 da revista Playboy. Também foi capa da revista Sexy de dezembro de 2004 e agosto de 2007.
Em 2009, participou do desfile da GRES Aliança como musa da bateria. Também deixou o Pânico na TV para participar da primeira temporada do reality show A Fazenda da Rede Record, ficando em quinto lugar na disputa. Após A Fazenda, foi contratada pela emissora como repórter do programa Tudo É Possível. Fixa no quadro Saindo da Rotina, deixou o Tudo É Possível por discussões com o diretor Vildomar Batista após se recusar a fazer uma matéria em um jogo entre Corinthians e Santos. Na época, o Corinthians não estava numa boa fase e alguns torcedores chegaram a colocar a culpa em Dani pelo mau desempenho do jogador Dentinho, então seu namorado e que ainda atuava no time. 
Após se mudar para a Ucrânia, já casada com Dentinho, tornou-se empresária do ramo de beleza e moda, além de fazer investimentos no ramo imobiliário. Ela é proprietária de um salão de beleza e da grife Zami, que tem uma loja em São Paulo. Em 2017, lançou seu canal no YouTube onde exibe episódios de sua rotina com a família na Ucrânia. Retornou ao Brasil no fim de 2021, após Dentinho não renovar contrato com o Shakhtar Donetsk.

## Vida pessoal
Atualmente é casada com o jogador de futebol Dentinho. Dani e Dentinho namoravam desde 2011 e oficializaram a união em 2012. Em 2012, nasceu o primeiro filho do casal, Bruno Lucas. Em 2014, nasceram as gêmeas Sophia e Rafaella.

## Filmografia

### Televisão
| Ano       | Título               | Papel            | Cargo               | Emissora    |
| --------- | -------------------- | ---------------- | ------------------- | ----------- |
| 2003-2009 | Pânico na TV         | Mulher Samambaia | Assistente de palco | RedeTV!     |
| 2007      | Qual É a Música?     | Mulher Samambaia | Participante        | SBT         |
| 2008      | Nada Além da Verdade | Mulher Samambaia | Participante        | SBT         |
| 2009      | A Fazenda 1          | Ela mesma        | Participante        | Rede Record |
| 2009      | O Curral             | Ela mesma        | Convidada especial  | Rede Record |
| 2009-2011 | Tudo É Possível      | Ela mesma        | Repórter            | Rede Record |